# Nicolae Enescu
Nicolae Enescu (n. 26 noiembrie 1911 - d. 1993) a fost un deputat român în legislatura 1990-1992, ales în județul Argeș pe listele partidului PNL.
În perioada interbelică, Nicolae Enescu fost deputat din partea P.N.L.-Gheorghe Tătărescu.
Nicolae Enescu a fost unul dintre reîntemeitorii Partidului Național Liberal de după Revoluția din 1989, alături de Dan Amedeo Lăzărescu și Sorin Bottez, colegi de celulă în închisoarea politică din perioada anilor '50-'60.
În ciuda faptului că a fost rugat de vechi membri ai P.N.L. să preia rolul de Președinte al partidului, a hotărât să ocupe numai rolul de Prim vice-președinte. În această calitate a reușit nu numai să strângă în jurul partidului vechii liberali dar și să formeze tineri care au rămas până astăzi în rândul P.N.L., ocupând locuri de frunte în politica românească, chiar și în calitate de miniștri.
În 1990 Nicolae Enescu a fost cel care l-a invitat pe Radu Câmpeanu să revină în România, pentru a deveni viitorul președinte al P.N.L.
Politicianul Nicolae Enescu a susținut, prin întreaga sa activitate, revenirea monarhiei ca punct de echilibru al politicii românești și integritatea politicienilor români - ca singura posibilitate de a ajuta România post-comunistă să redevină o țară europeană.

## Legături externe
- Nicolae Enescu Arhivat în 4 martie 2024, la Wayback Machine. la cdep.ro